# Chaetonotus marinus
Chaetonotus marinus is een buikharige uit de familie Chaetonotidae. De wetenschappelijke naam van de soort werd in 1904 voor het eerst geldig gepubliceerd door Giard.